# Joseph-Simon Theurel
Joseph-Simon Theurel MEP (* 27. Oktober 1829 in La Rochelle, Département Charente-Inférieure; † 3. November 1868) war ein französischer römisch-katholischer Ordensgeistlicher und Apostolischer Vikar von West-Tonking.

## Leben
Joseph-Simon Theurel trat der Ordensgemeinschaft der Pariser Mission bei und empfing am 5. Juni 1852 das Sakrament der Priesterweihe.
1859 ernannte ihn Papst Pius IX. zum Titularbischof von Achantus und zum Koadjutorvikar von West-Tonking. Der Apostolische Vikar von West-Tonking, Charles-Hubert Jeantet MEP, spendete ihm am 6. März desselben Jahres die Bischofsweihe.
Joseph-Simon Theurel wurde am 24. Juli 1866 in Nachfolge von Charles-Hubert Jeantet MEP Apostolischer Vikar von West-Tonking.